# Soldobos, Hust
Soldobos (în ucraineană Стеблівка, transliterat: Steblivka, în maghiară Száldobos) este o comună în raionul Hust, regiunea Transcarpatia, Ucraina, formată numai din satul de reședință.

## Demografie
Componența lingvistică a comunei Soldobos
     Ucraineană (98,79%)
     Rusă (1,08%)
     Alte limbi (0,13%)
Conform recensământului din 2001, majoritatea populației comunei Soldobos era vorbitoare de ucraineană (98,79%), existând în minoritate și vorbitori de rusă (1,08%).